# 松下之綱
松下之綱（日语：／ Matsushita Yukitsuna，1537年—1598年4月5日），通稱松下加兵衛，日本戰國時代至安土桃山時代的武將、大名。豐臣秀吉仕於織田氏家臣期間，之綱為秀吉的恩人，根據《太閤記》記載，之綱教授秀吉武藝、學問及兵法。

## 生平
天文6年（1537年），松下之綱出生在三河國，其父松下長則是一位兵法和槍術的達人。早期，之綱出仕於駿河大名今川義元，任遠江國頭陀城主（今濱松市南區）。在此期間，松下之綱發現了木下藤吉郎（即後來的豐臣秀吉）的才能，教他兵法、槍術，並任命他為寺侍。松下氏與引馬城主飯尾連龍建立寄親寄子關係，故而松下氏是飯尾氏的家臣。
桶狹間之戰後，飯尾連龍反叛今川氏，遭到今川氏的討伐。永祿6年（1563年），頭陀寺城被今川氏攻陷並焚毀，松下之綱投奔松平氏，成為松平元康（即後來的德川家康）的家臣。
天正2年（1574年），松下之綱參加第一次高天神城之戰。羽柴秀吉成為長濱城主後，召他前去，並重用他。天正3年（1575年）長篠之戰之際，統率秀吉的一百名前備兵。
1582年的本能寺之變至1583年的賤岳之戰期間，1583年，先後從秀吉那裡獲得丹波、河內、伊勢等地的3000石領地。天正15年（1587年），秀吉遠征九州之際，令他率領前備部隊150人參戰。同年，敘從五位下石見守，加增丹波領地3000石，共計6000石。
天正18年（1590年）小田原征伐後，被家康移封到關東，追加遠江1萬石領地，成為遠江久野藩的第一代藩主，共有領地一萬六千石，居城為久野城。慶長3年（1598年）逝世，享年62歲。次子重綱繼位。
松下之綱也是柳生宗矩的岳父。
| 松下之綱        |                                     |                 |
| 前任： 松下長則 | 松下氏當主 ？－1598年               | 繼任： 松下重綱 |
| 新設立          | 遠江久野藩第一代藩主 1590年－1598年 | 繼任： 松下重綱 |